# Hannah Ertelová
Hannah Ertel, (* 5. srpna 1978 Würzburg, Německo) je bývalá reprezentantka Německa v judu. Má africké kořeny.

## Sportovní kariéra
S judem začala v 8 letech v Bergtheimu pod vedením Georga Vornbergera. Již 16 letech porážela seniorky a v roce 1996 si zajistila účast na olympijských hrách v Atlantě, kde obsadila pěkné 7. místo. Následoval však hluboký propad, kdy se psychicky nedokázala vyrovnat s tlakem na svojí osobu. Celou svojí následující kariéru bojovala se zraněními a v pozdějším věku dokonce vážně onemocněla.

## Výsledky
| Turnaj             | 1994           | 1995           | 1996           | 1997           | 1998           | 1999           |
| Turnaj             | 16             | 17             | 18             | 19             | 20             | 21             |
| Turnaj             | polotěžká váha | polotěžká váha | polotěžká váha | polotěžká váha | polotěžká váha | polotěžká váha |
| ------------------ | -------------- | -------------- | -------------- | -------------- | -------------- | -------------- |
| Olympijské hry     |                |                | 7.             |                |                |                |
| Mistrovství světa  |                | —              |                | —              |                | —              |
| Mistrovství Evropy | —              | —              | 3.             | —              | —              | úč.            |
| MS juniorů         | 5.             |                | 2.             |                |                |                |
| ME juniorů         | 2.             | 1.             | 1.             |                |                |                |